# Липник (заповідне урочище)

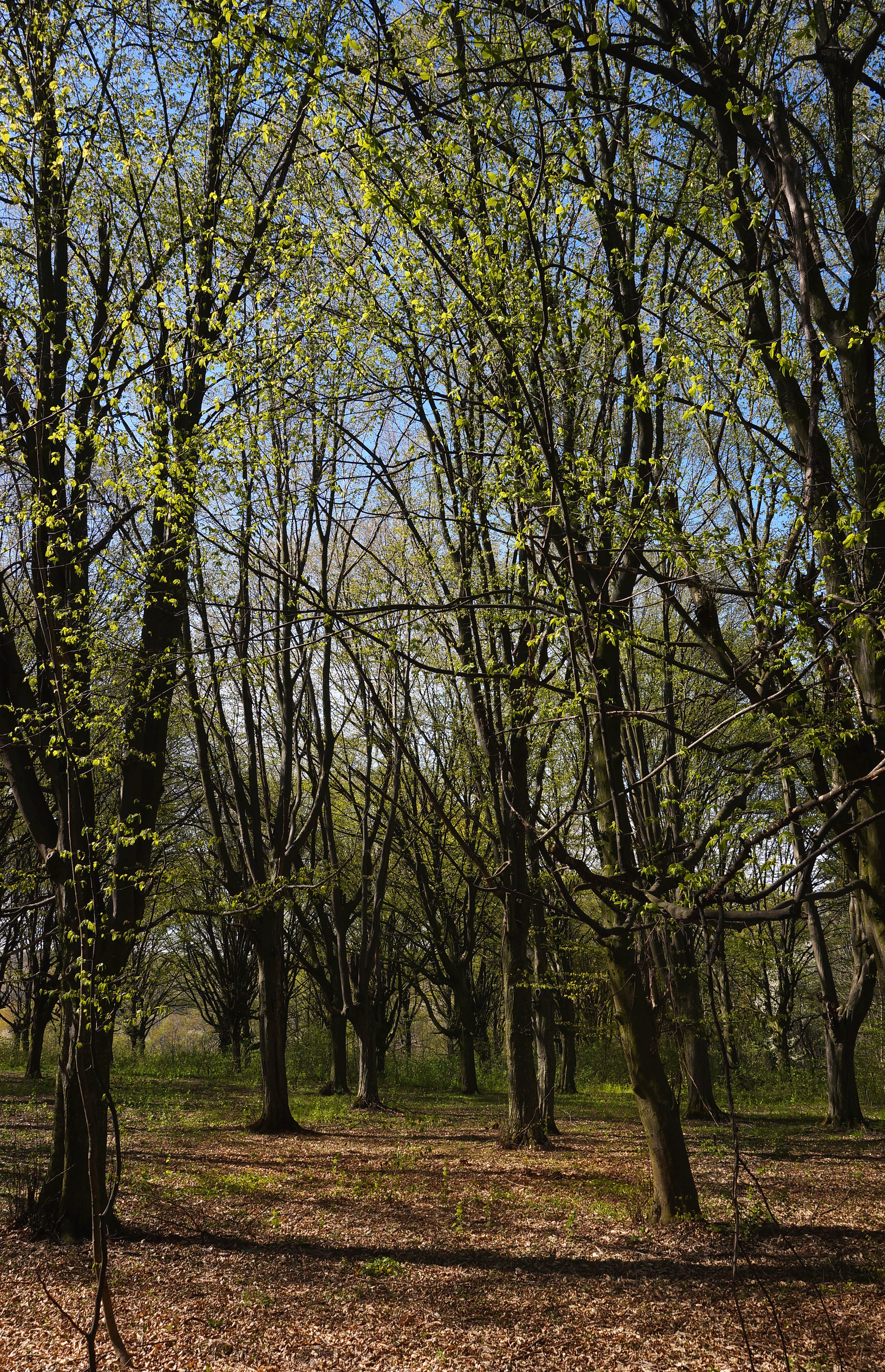
Липник (заповідне урочище)

Липник — заповідне урочище у Хмельницькому районі Хмельницької області. Розташоване в долині яру, що прилягає до річки Ровець (ліва прирока Рову, що є правою притокою Південного Бугу), територія межує з гідрологічним заказником «Шиїнський».
Площа 59,9 га. Охоронний режим встановлено 1994 року.

## Флора
Охороняється грабовий ліс зі значною часткою липи (звідки й назва). У деревостані є домішка дуба, осики, черешні, берези, в'яза, клена польового. Ліс, в основному, середньовіковий, але в нижній частині схилу балки та у західній частині масиву є ділянки старшого віку. Особливу цінність мають старі дерева липи, черешні, дуба. У зв'язку із затіненістю підлісок розвинутий мало. Він представлений бруслиною європейською, бузиною чорною.
У трав'яному покриві переважають типові види широколистяних лісів (зірочник ланцетолистий, зеленчук жовтий, копитняк європейський, чернець колосистий, цирцея звичайна, підлісник європейський, чистець лісовий). Є ділянки з переважанням барвінку, рідкотравні ценози. Серед рідкісних рослин в урочищі виявлені популяції коручки пурпурової, лілії лісової, гніздівки звичайної, а також рідкісна в Хмельницькій області папороть — багаторядник шипуватий.

## Фауна
Із птахів фоновими видами є вільшанка, зяблик, костогриз, синиці (велика, блакитна, чорноголова), дрізд чорний, повзик. У тій частині лісу, що виходить до заплави, мешкають дрізд-чикотень, славка прудка. Із земноводних в урочищі є трав'яна та гостроморда жаби, звичайна ропуха, кумка. Копитні представлені досить численними дикими свинями та сарнами. На схилах балки в грабовому лісі є нора борсука — виду, занесеного до Червоної книги України.
Найбільше різноманіття фауни хребетних спостерігають на ділянках старого лісу. Саме тут помічені канюки, круки, дятел звичайний.

## Значення
Урочище має велику природоохонну цінність як цінна лісова ділянка. Значна кількість липи вирізняє це урочище серед лісових природно-заповідних територій області, оскільки липа рідко домінує в лісах Хмельниччини. Урочище є осередком збереження рослинного і тваринного світу, має важливе водоохоронне значення.